# Evangelische Kirche (Braunfels-Neukirchen)

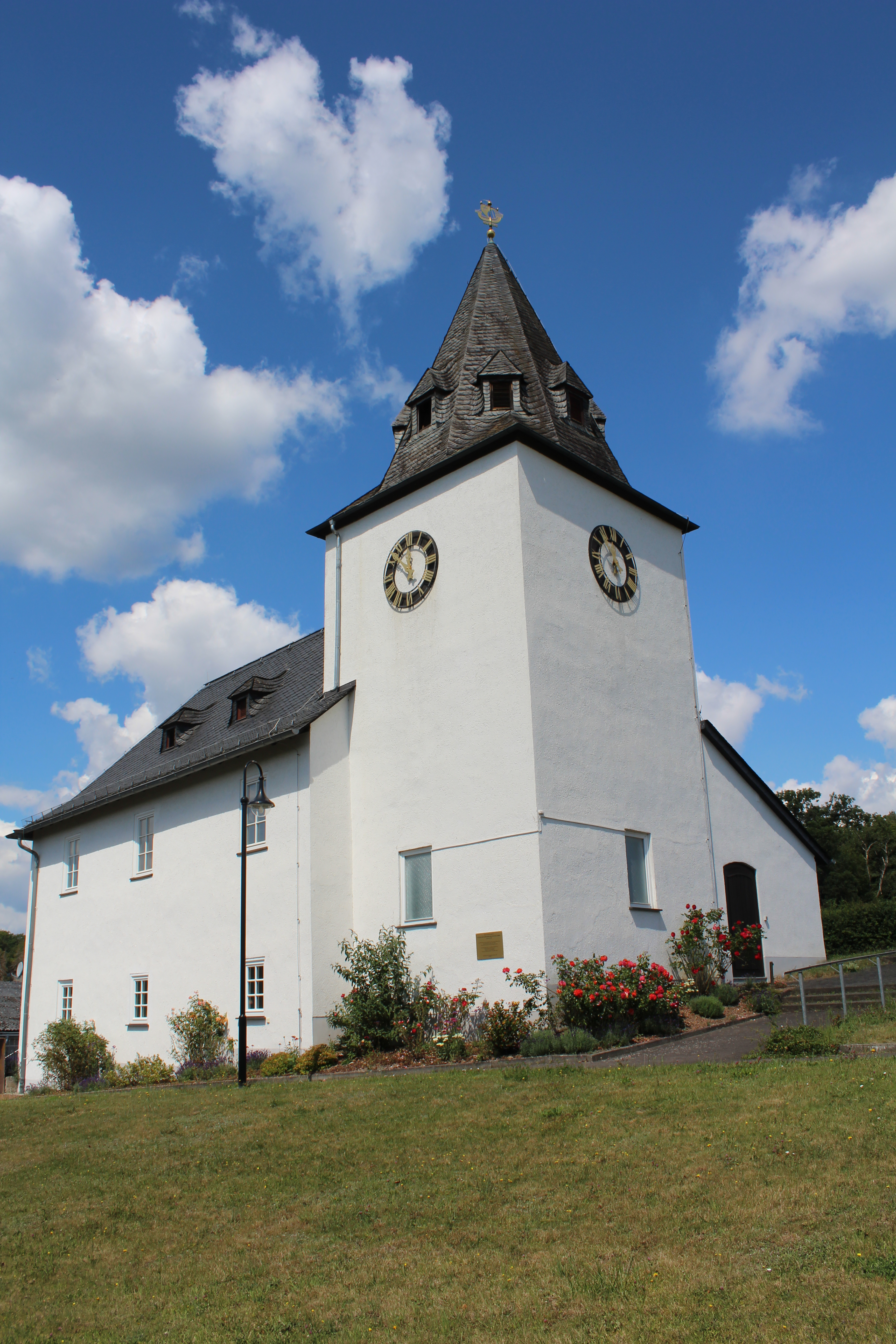
Evangelische Kirche Neukirchen

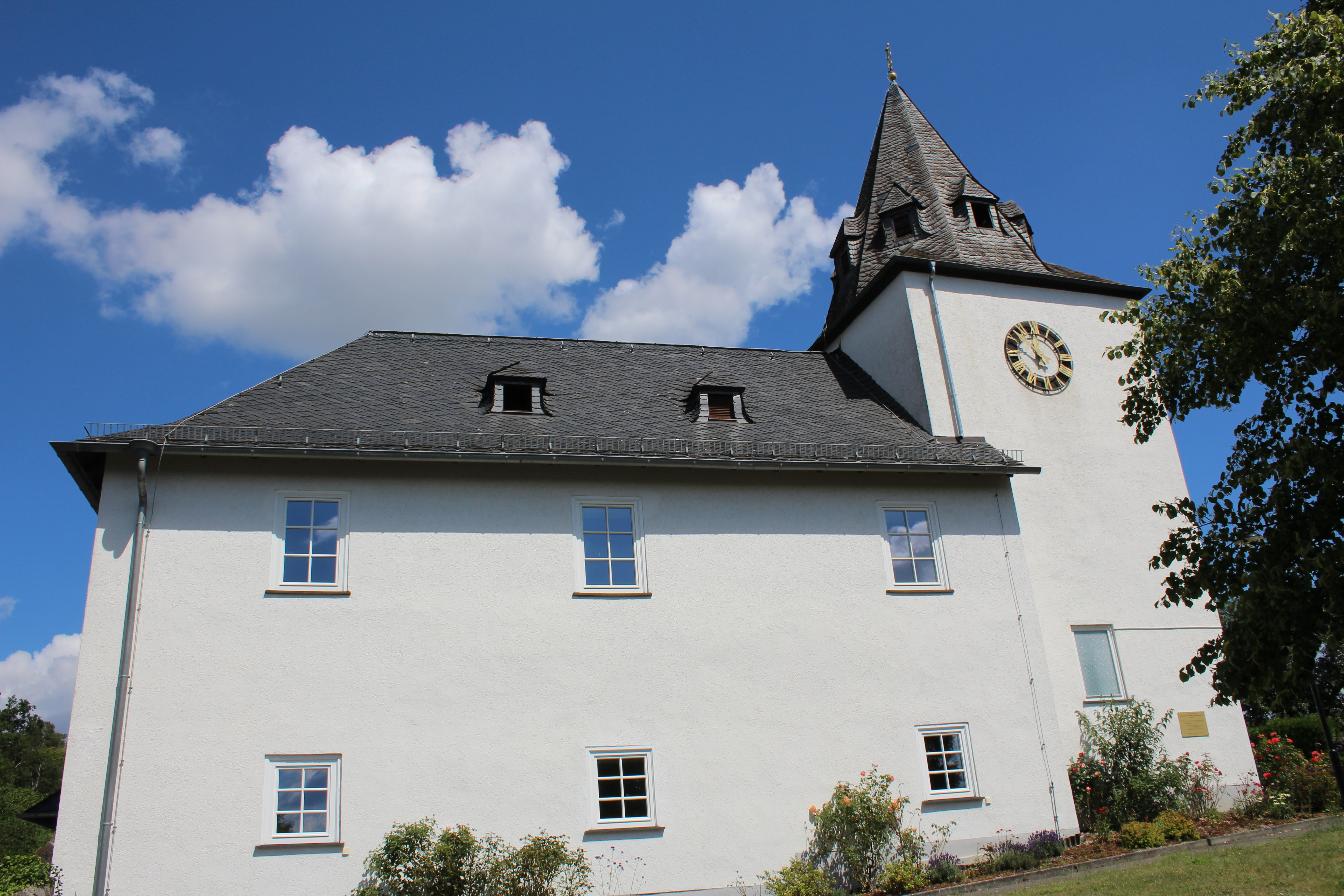
Ansicht von Süden

Die Evangelische Kirche in Neukirchen, einem Stadtteil von Braunfels in Mittelhessen, ist eine Chorturmkirche aus dem Jahr 1956. Sie wurde nach dem Brand des mittelalterlichen Vorgängerbaus neu errichtet. Das Gebäude ist aufgrund seiner geschichtlichen und städtebaulichen Bedeutung hessisches Kulturdenkmal.

## Geschichte
Der Ort wird im Jahr 912 erstmals in einer Urkunde, die eine Schenkung von König Konrad I. an das Kloster Fulda verbrieft, als „Niuunchirihha“ erwähnt. In vorreformatorischer Zeit war Altenkirchen Sendort und Mutterkirche von Braunfels und Neukirchen. Die Kirche gehörte zum Archipresbyterat Wetzlar im Archidiakonat St. Lubentius Dietkirchen in der Erzdiözese Trier. Als erstes Gotteshaus des Ortes wird eine frühmittelalterliche Saalkirche mit leicht eingezogenem Rechteckchor an Stelle der heutigen Kirche angenommen, die in romanischer Zeit zu einer Chorturmkirche umgebaut wurde.
Die Reformation wurde wohl 1549 unter Pfarrer Johannes Geissler aus Bonbaden eingeführt. In nachreformatorischer Zeit war Neukirchen nach Bonbaden eingepfarrt.
Die Kirche wurde 1956 durch einen Brand zerstört, dem auch die spätgotischen Malereien im Chor zum Opfer fielen. Sie wurde an alter Stelle in vergrößerter Form neu aufgebaut, indem die Außenmauern erhöht und das Schiff nach Westen erweitert wurde. 1976 wurde Neukirchen nach Oberndorf eingegliedert und 2004 wieder mit Bonbaden und Schwalbach verbunden.
Ein Wasserschaden im Jahr 2012 machte eine grundlegende Innenrenovierung erforderlich, deren Planung der Architekt Ulrich Neuhof übernahm. Im April 2013 wurden bei Ausschachtungsarbeiten im Chor der Kirche sechs Skelette gefunden, die dort bestattet worden waren und sich noch in Originallage befanden, darunter auch Kinder. Davon abgesetzt wurde eine weitere Bestattung im Kirchenschiff nachgewiesen. Mithilfe der Radiokarbonmethode (C 14) wurde das Alter auf vor 1000 n. Chr. bestimmt. Es wird angenommen, dass es sich bei den sechs Skeletten um das Familiengrab eines hohen Kirchenherren einer frühmittelalterlichen Eigenkirche handelt. 2013 erhielt die Kirche neue Lampen, neue Fenster, eine Fußbodenheizung und weitere Ausstattungsstücke. Am 12. Januar 2014 feierte die Gemeinde die Wiedereinweihung.
Die Kirchengemeinde gehörte bis Ende 2018 zum Kirchenkreis Braunfels, der 2019 in den Evangelischen Kirchenkreis an Lahn und Dill in der Evangelischen Kirche im Rheinland aufging.
Die Kirchengemeinden Schwalbach, Neukirchen und Bonbaden, die seit der Reformation die meiste Zeit eine pfarramtliche Verbindung eingegangen waren, schlossen sich zum 1. Januar 2020 zur Kirchengemeinde Bonbaden-Schwalbach-Neukirchen zusammen.

## Architektur

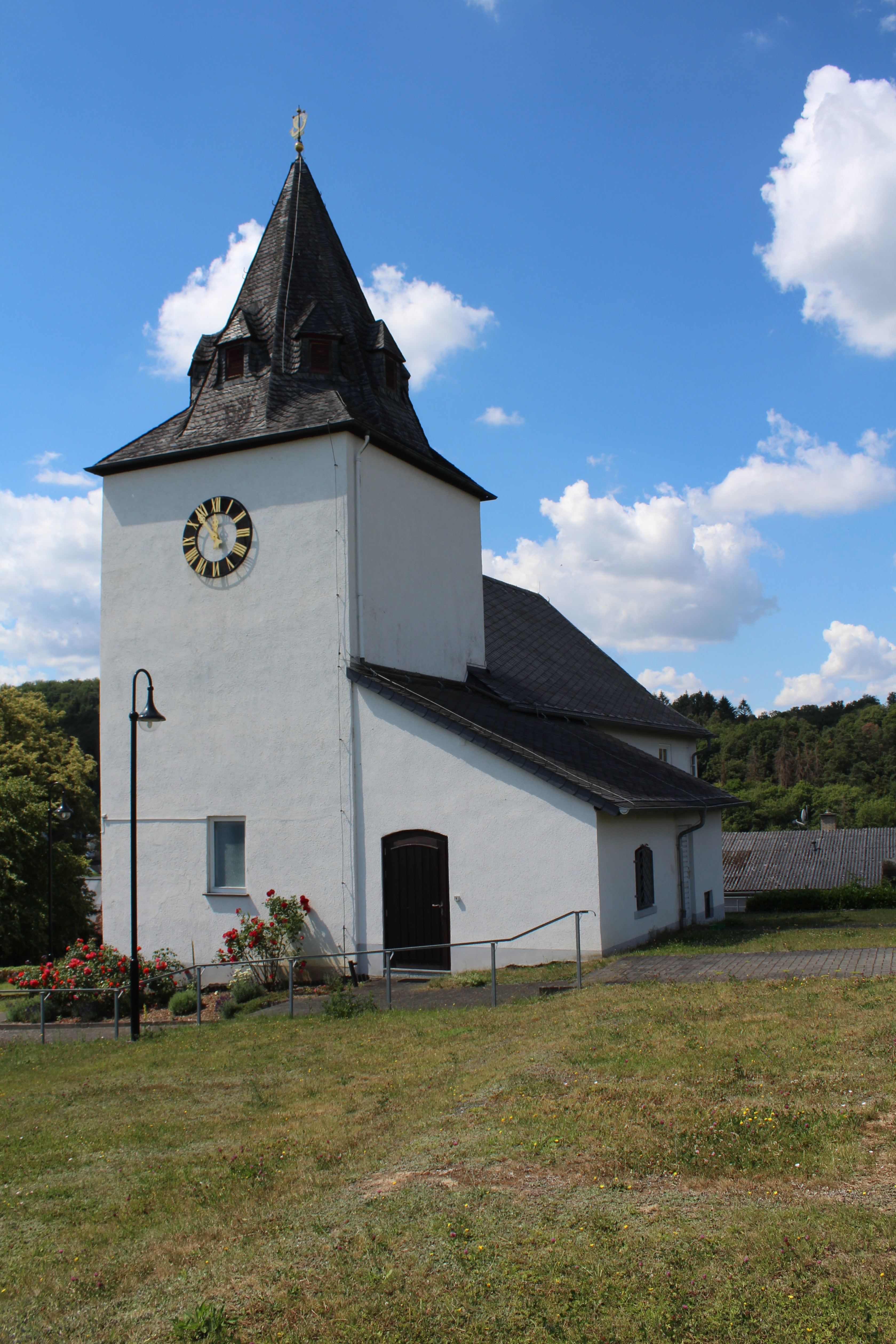
Kirchturm von Osten

Der nicht genau geostete, sondern nach Ost-Nordost ausgerichtete, weiß verputzte Saalbau ist am nördlichen Ortsrand erhöht errichtet, in prominenter Hanglage auf einem Geländesporn über dem Dorf. Die Friedhofsmauer des umgebenden Areals ist teilweise erhalten.
Das Kirchenschiff wird von einem verschieferten Walmdach bedeckt, dem im Süden zwei kleine Gauben mit Dreiecksgiebeln aufgesetzt sind. Es wird im Süden in zwei Ebenen durch kleine Rechteckfenster mit Sprossengliederung und im Norden durch entsprechende Fenster in einer Ebene belichtet. Eine hochrechteckige Tür im Westen unter einem verschieferten Vordach, das auf zwei Holzbalken ruht, erschließt die Kirche.
Der leicht eingezogene Kirchturm auf quadratischem Grundriss hat in der Turmhalle nach Osten und Süden je ein kleines Rechteckfenster und ist ansonsten fensterlos. Ebenfalls nach Osten und Süden sind unterhalb der Traufe die Ziffernblätter der Turmuhr angebracht. Der Turmschaft wird von einem oktogonalen, verschieferten Spitzhelm bedeckt, der im unteren Bereich mit acht kleinen Gauben bestückt ist. Die Turmspitze wird von einem Turmknauf und einem Schiff bekrönt, dessen Masten ein Kreuz bilden. Der Kirchturm beherbergt ein Dreiergeläut. Nicht erhalten sind die Glocken von Johann Philipp Schweizer (1707) und Nicolaus Bernhard (1787). Nach dem Zweiten Weltkrieg schaffte die Gemeinde drei neue Glocken an, darunter zwei der Firma Rincker. Nördlich des Turms ist eine Sakristei unter einem Schleppdach angebaut.

## Ausstattung

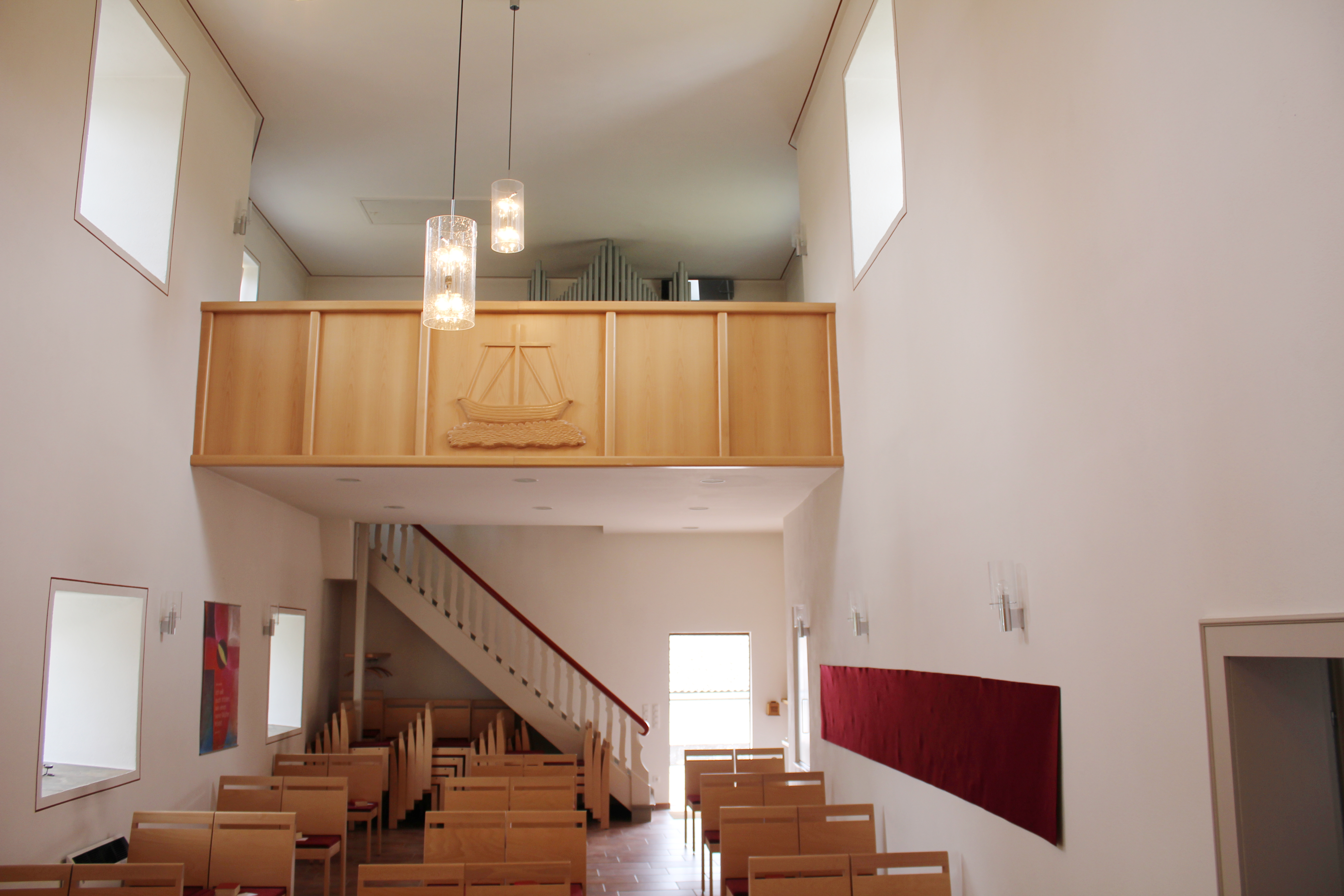
Innenraum Richtung Orgelempore

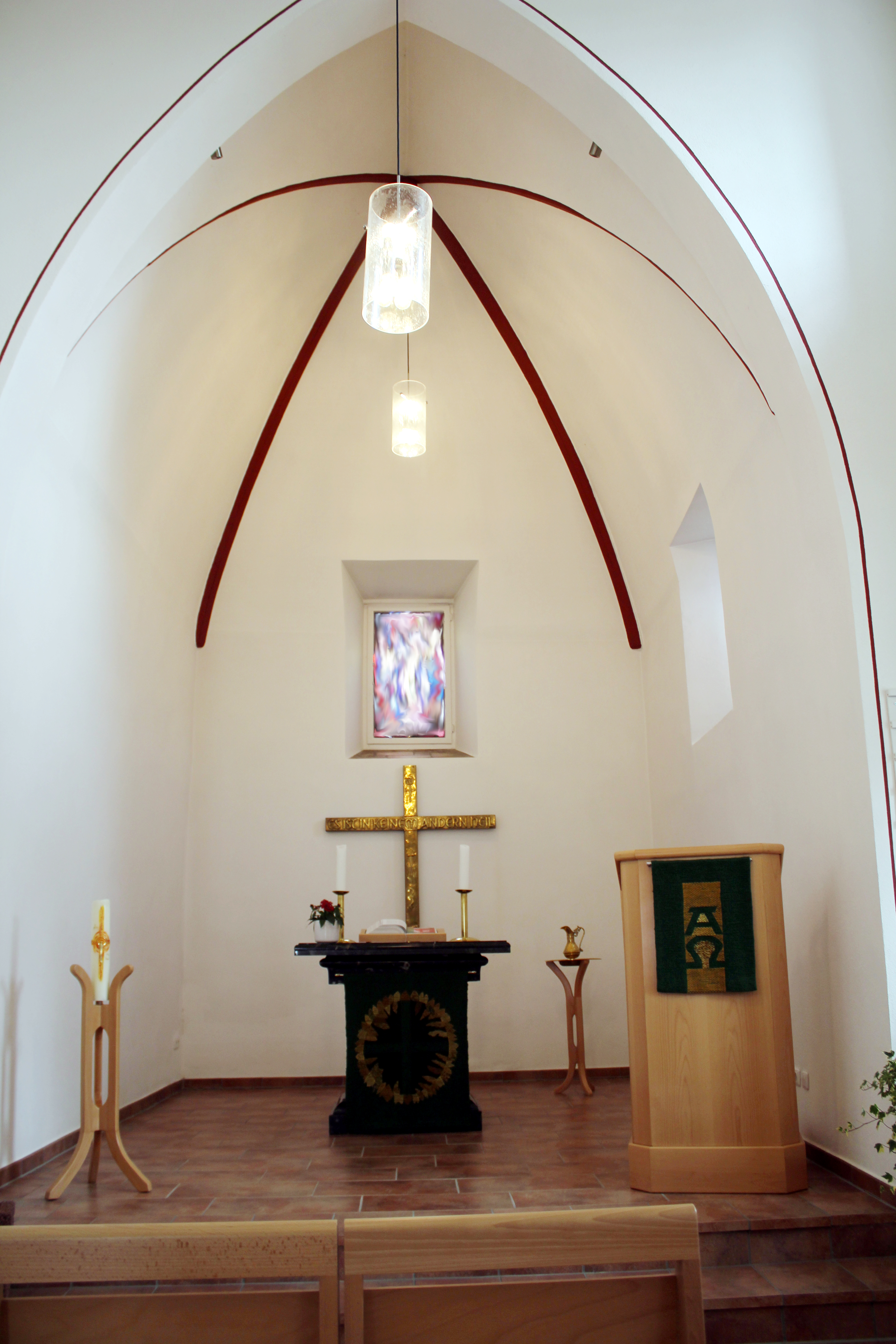
Blick in den Chorraum

Der Innenraum des Schiffs wird von einer Flachdecke abgeschlossen und weist eine schlichte Kirchenausstattung auf. Im Chorraum erinnern hölzerne Rippen an das ursprüngliche Gewölbe. Die Westempore dient als Aufstellungsort für die Orgel. Die Empore wurde 2013 vom Schreiner Walter Dinges aus Neukirchen gekürzt und erhielt eine neue Brüstung. Dinges gestaltete zudem eine neue holzsichtige Kanzel und die dreifüßigen Ständer für die Taufschale und die Osterkerze.
Im Chorraum, der gegenüber dem Schiff um eine Stufe erhöht ist, steht ein Altar aus schwarzem Lahnmarmor. An der Ostwand unter dem bunten Bleiglasfenster von 1956, das den auferstandenen Christus zeigt, ist ein Messingkreuz (1956) angebracht, dessen Querarm die Inschrift trägt: „ES IST IN KEINEM ANDERN HEIL“ (Apg 4,12 ).

## Orgel

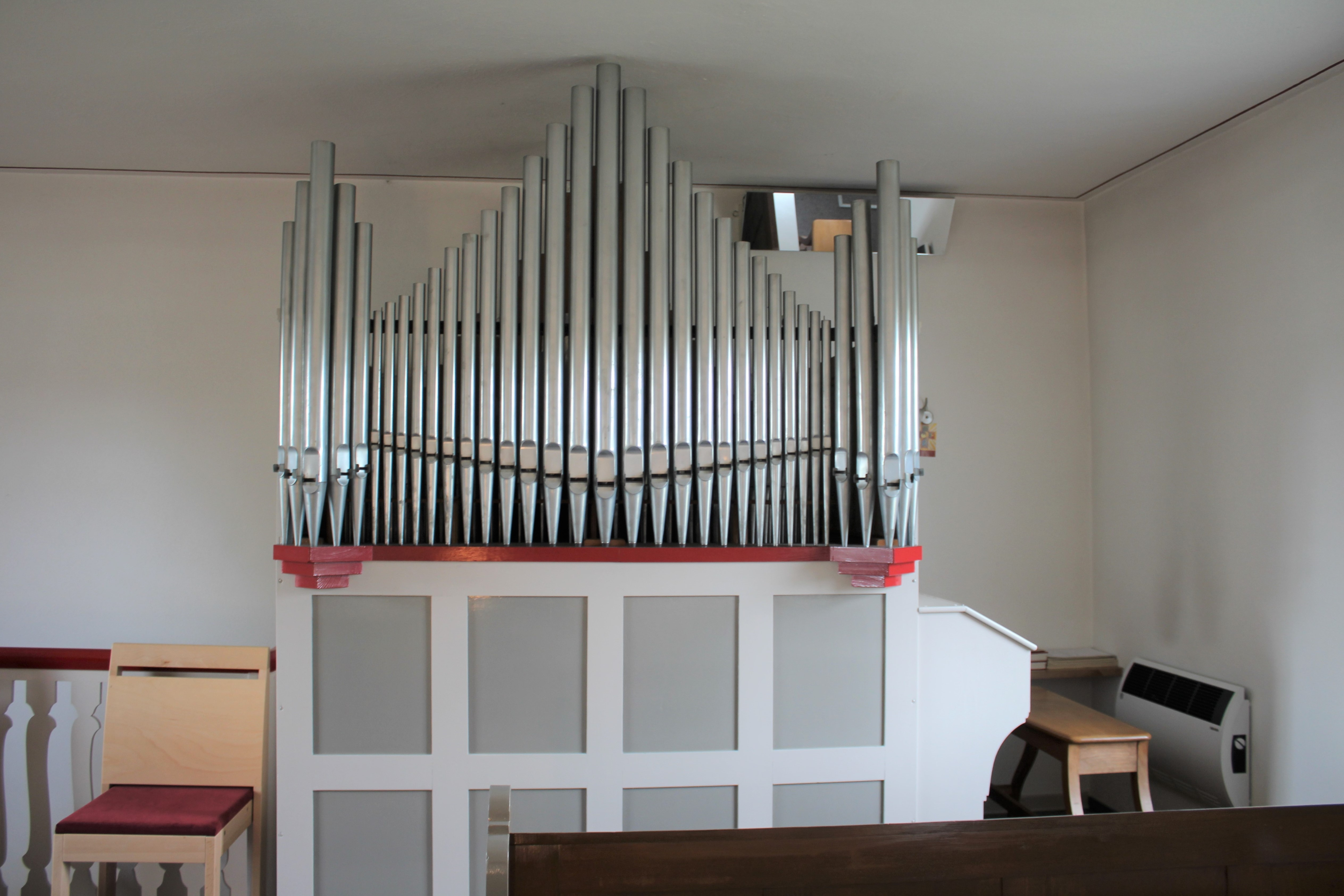
Hardt-Orgel von 1957

Abicht berichtet 1836 von einer kleinen Orgel. Für die neue Kirche baute August Hardt & Sohn 1957 eine neue Orgel. Das Werk umfasst fünf geteilte Register auf einem Manual und ein Pedalregister. Die Disposition lautet wie folgt:
| I Manual C–f3 |       |
| Gedackt B/D   | 8′    |
| Principal B/D | 4′    |
| Rohrflöte B/D | 4′    |
| Oktave B/D    | 2′    |
| Mixtur B/D    | 1 ⁄3′ |

| Pedal C–d1 |     |
| Subbass    | 16′ |

- Koppel: I/P